# Eulophias tanneri
Eulophias tanneri är en fiskart som beskrevs av Smith 1902. Eulophias tanneri ingår i släktet Eulophias och familjen taggryggade fiskar. Inga underarter finns listade i Catalogue of Life.